# Liste des fontaines de Reims
Cet article recense les principales fontaines de la ville de Reims, existante ou ayant existé.
Elles sont principalement dispersées sur le périmètre de la dernière enceinte de Reims, alimentées à l'origine par la première usine élévatrice. Elles sont plus particulièrement situées dans les parcs, les squares ou les places.

## Historique
À l'origine, les fontaines permettaient l'accès de la population à l'eau potable.
Le réseau de fontaine le plus connu de Reims est celui du XIIXe siècle
Le XIXe siècle vit l'apparition d'un grand nombre de fontaines de prestige, purement décoratives, dans un style architectural classique. Après 1945, des fontaines plus originales, œuvres d'artistes aux styles très variés et s'incluant dans des projets d'urbanisme moderne ont été créées.

## Mobilier urbain
La ville de Reims compte plusieurs types de fontaines qui sont des éléments génériques de mobilier urbain. Destinées à la distribution en eau potable, elles sont éventuellement réalisées en plusieurs exemplaires :
- Fontaines Wallace,
- Des fontaines génériques dans les espaces verts et les cimetières.

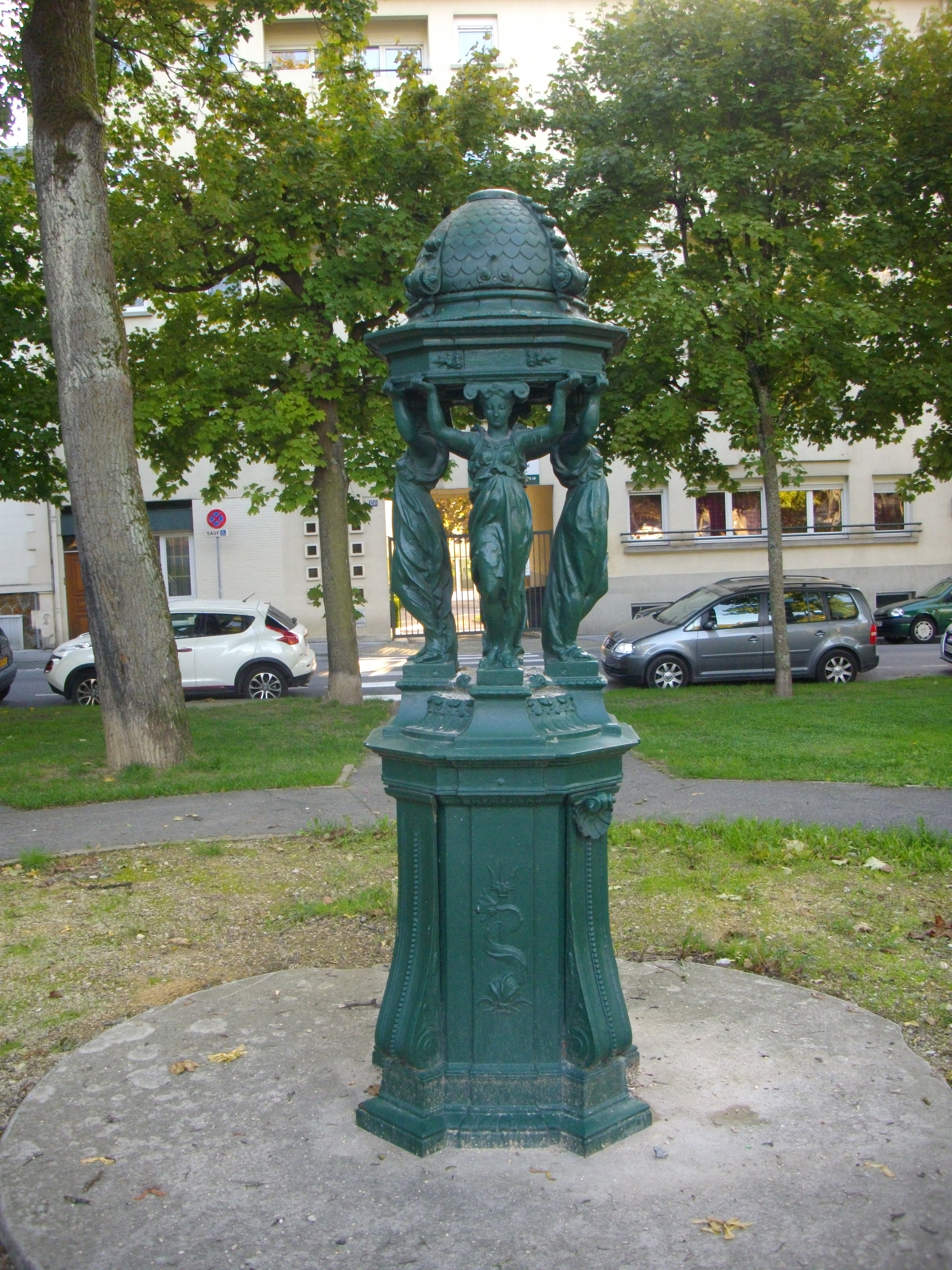
Fontaine Wallace.

## Fontaines ornementales

### Fontaine Godinot sur la place Godinot
Deux fontaines ont été érigées successivement à la gloire de Godinot. La première, en 1843, par Narcisse Brunette, dont le groupe en fonte est toujours visible à Tinqueux, avenue Bonaparte. La seconde, en 1903, est due au sculpteur Léon Chapelain (1855-1904). Comme la précédente, cette fontaine ne coule pas, et l’on peut répéter mot à mot ce qu’en 1885 Henri Jadart écrivait à son propos : L’honneur qu’elle décerne à Godinot ne sera pleinement digne de lui qu’au jour où l’eau jaillira sans relâche, comme un bienfait permanent de ses libéralités.

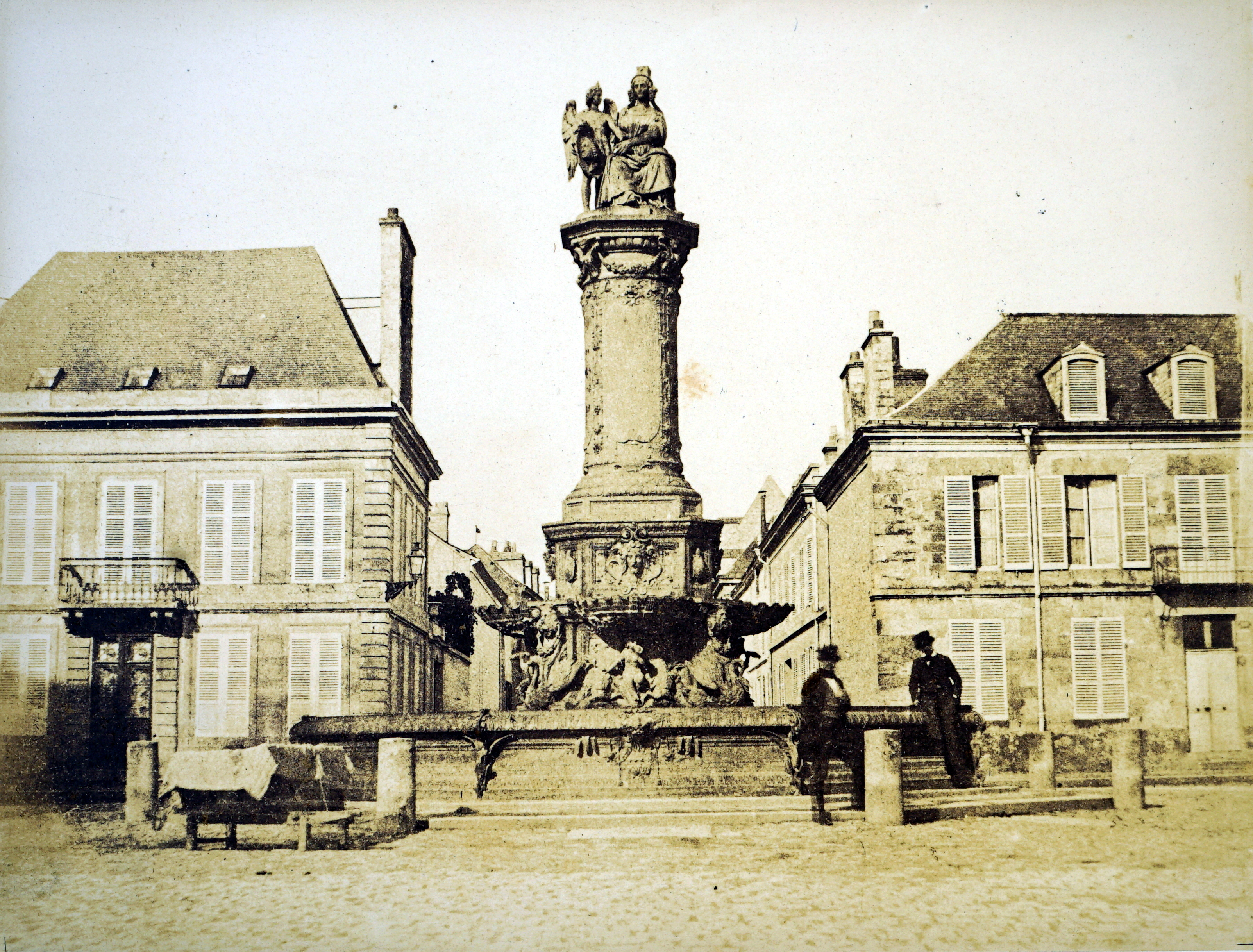
Ancienne fontaine.
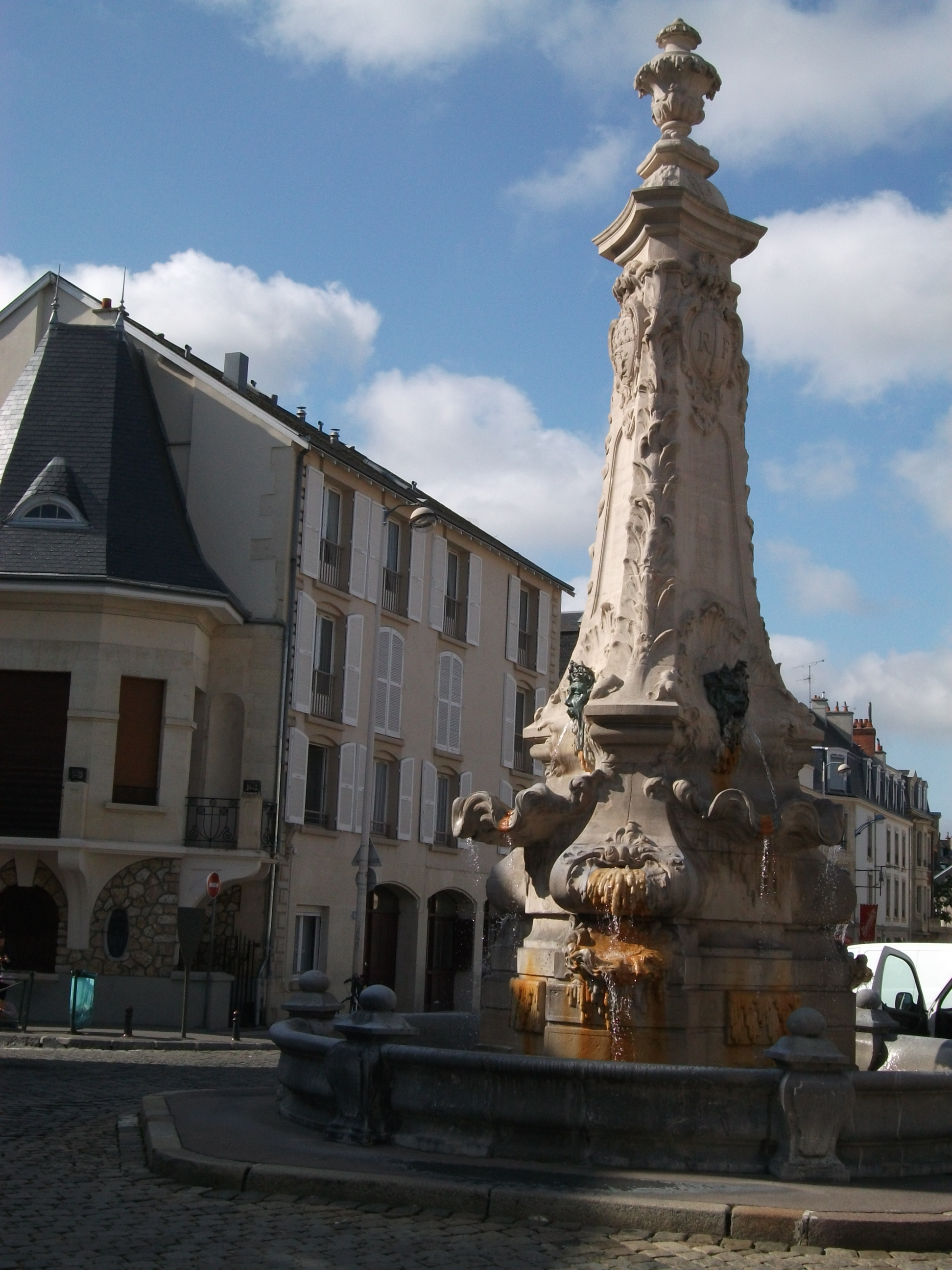
La fontaine Godinot sur la place éponyme.

### Fontaine Subé

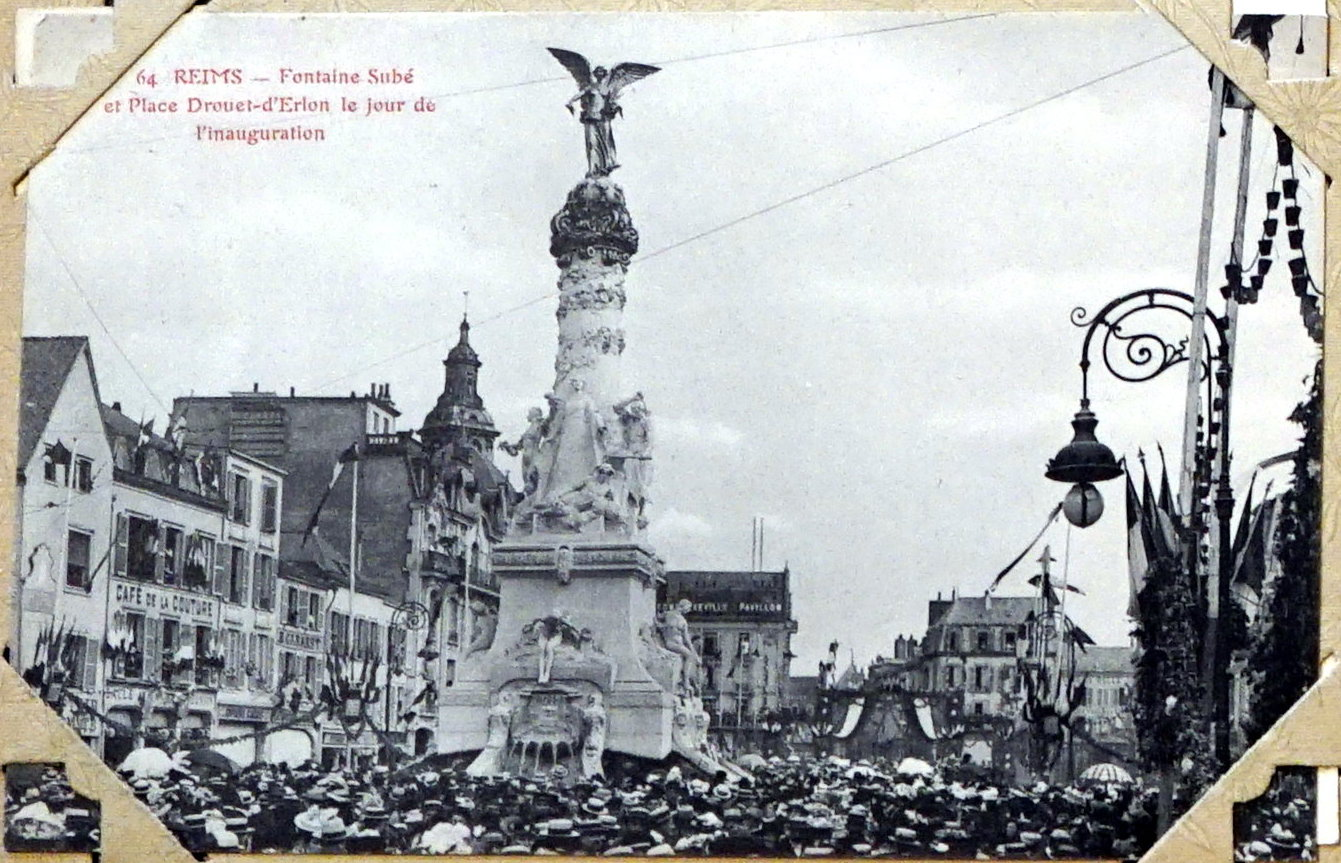
L'ancienne fontaine, ange aux ailes pliées,
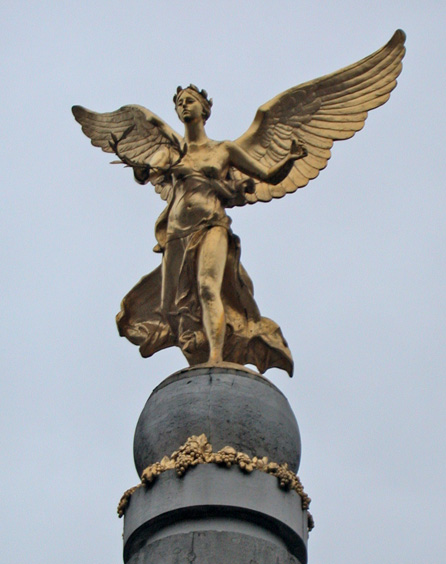
actuellement,
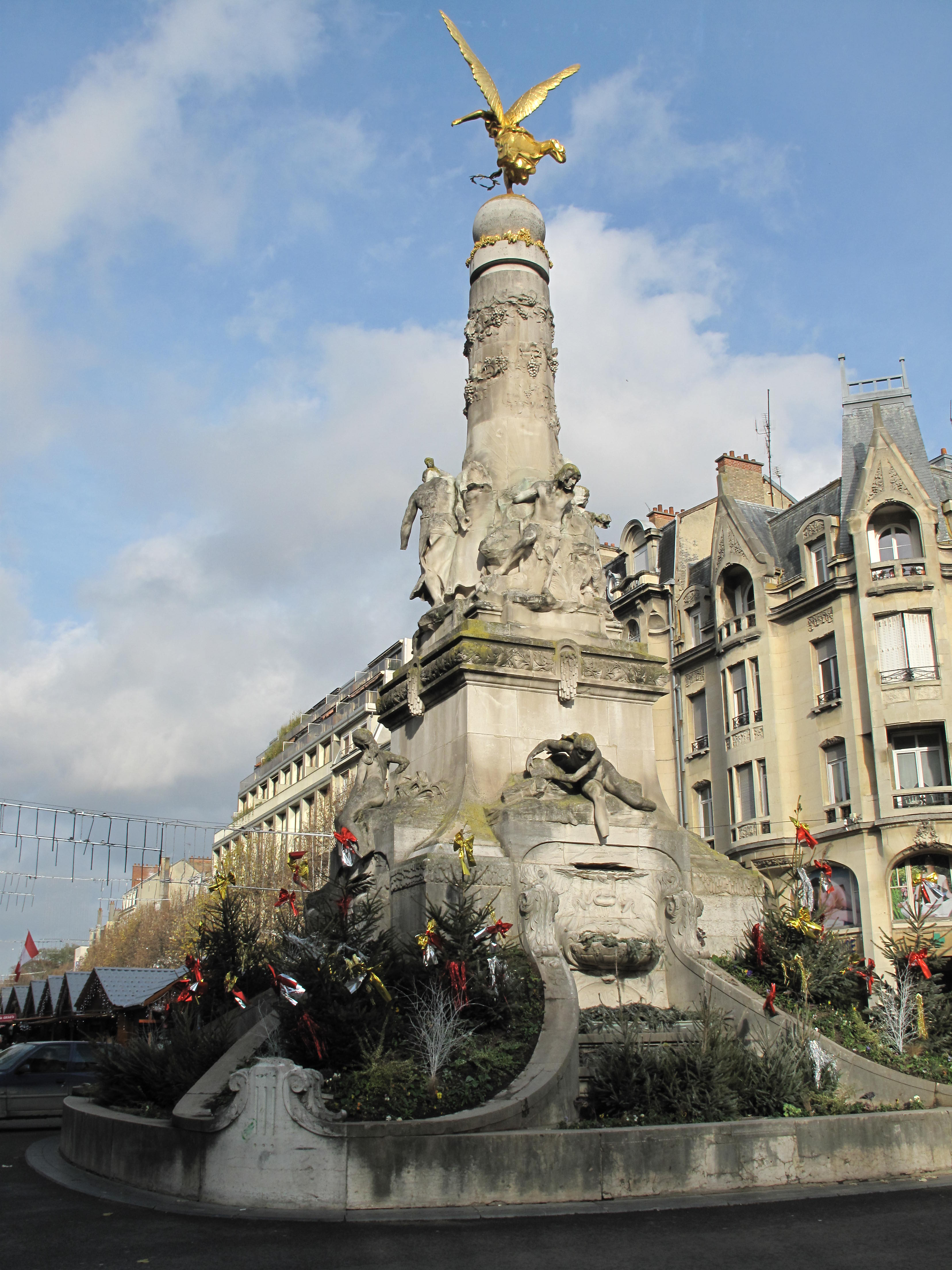
sur son socle.

### Fontaine des boucheries
La fontaine des boucheries est une fontaine ancienne située place Jules-Lobet à Reims.
Elle a été construite en 1770 dans la cour du marché des boucheries.
Cette fontaine a été déplacée plusieurs fois, de la cour du marché des boucheries au cours Jean-Baptiste Langlet, changement d’angle sur ce cours puis déplacement place Jules-Lobet.

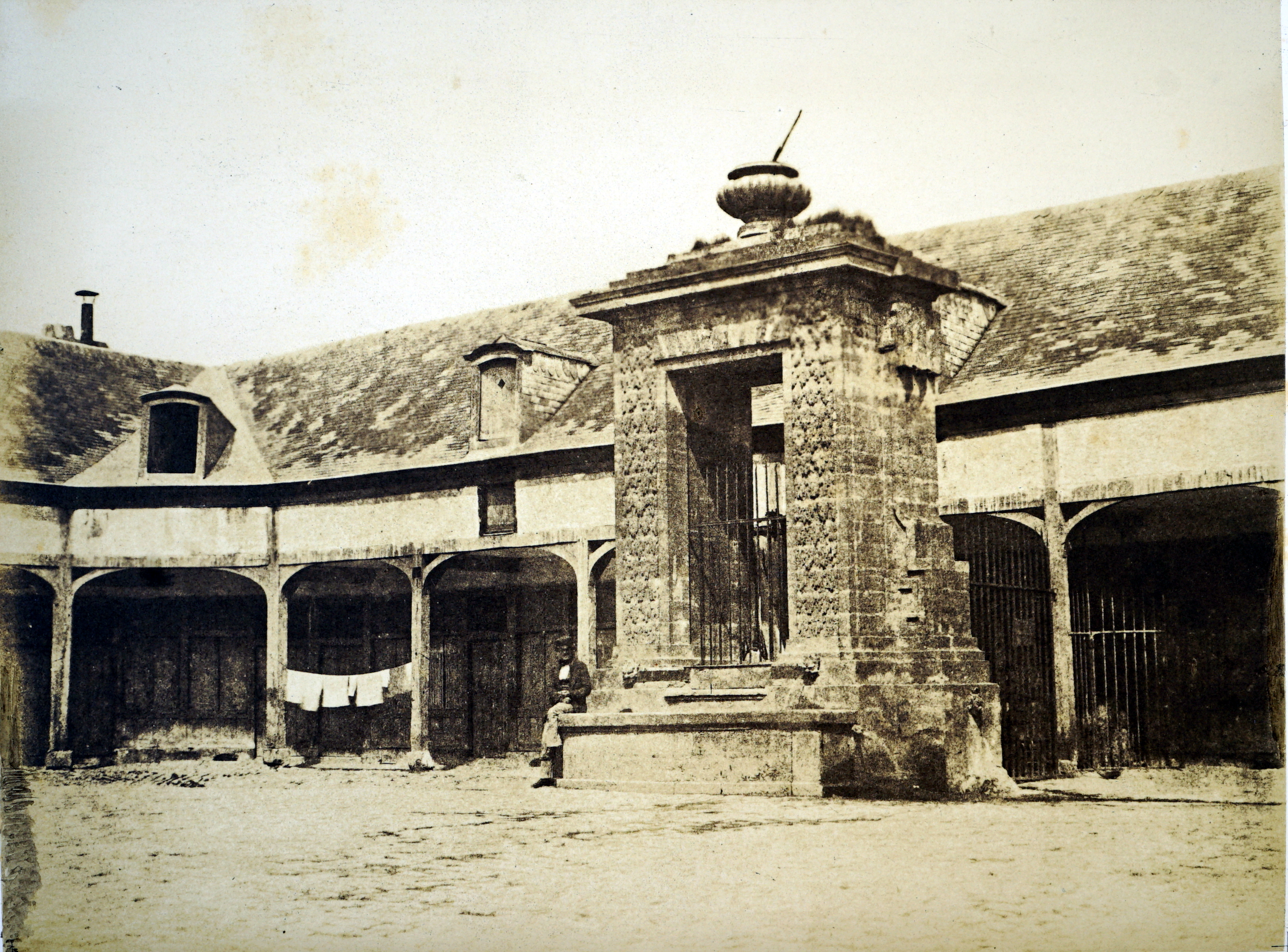
Alors dans la cour des boucheries.
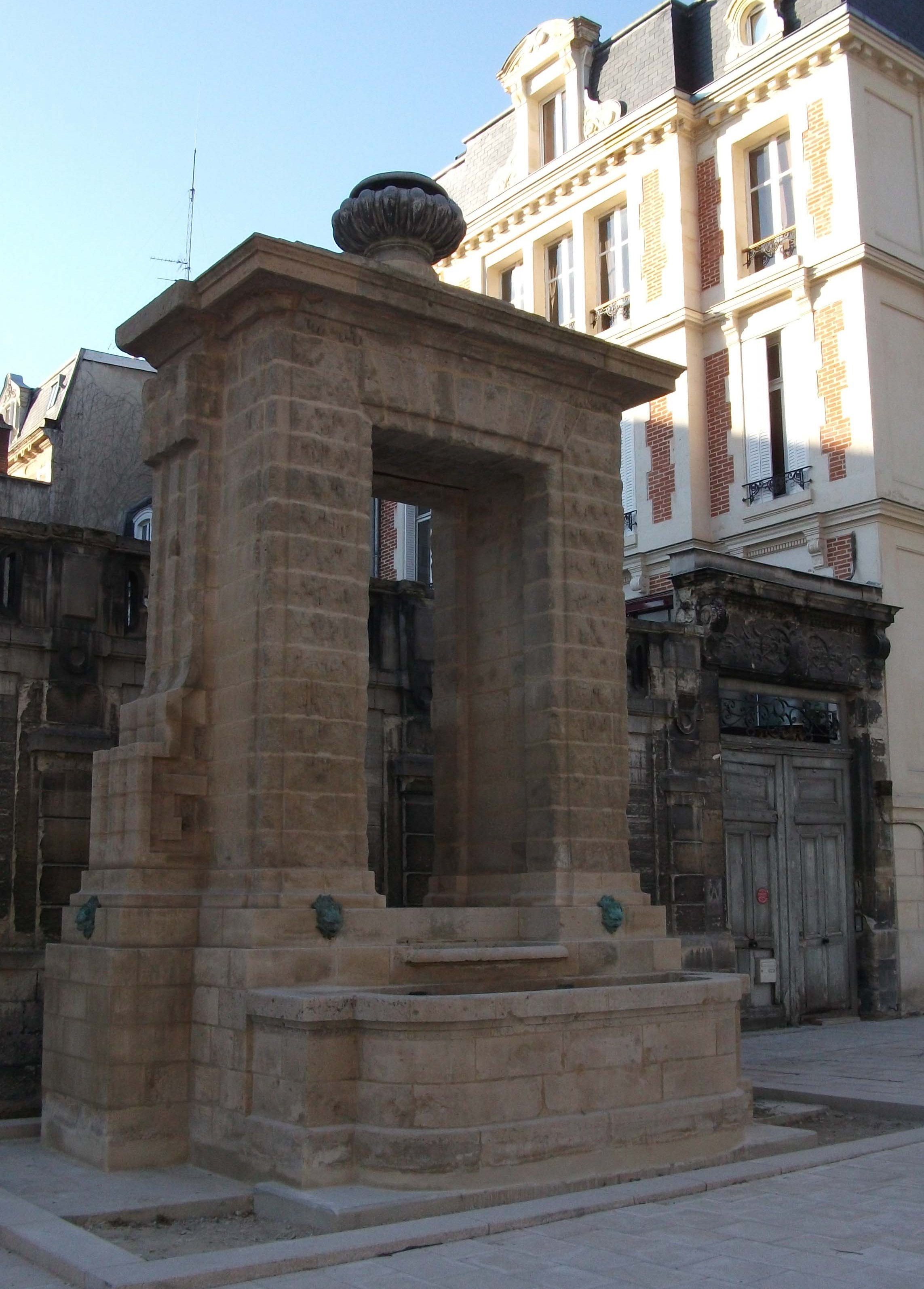
La fontaine des boucheries à Reims.

### Fontaine des Carmes, rue du Barbâtre
La fontaine rend hommage à Jean-Louis Levesque de Pouilly, né à Reims en 1691.
Le bâtiment la supportant au 108 Rue du Barbâtre est détruit à la suite des bombardements de la Grande Guerre puis reconstruit avec la fontaine. À noter que déjà au moment de ce bombardement, elle n’était plus active.
Elle est classée au titre des Monuments Historiques par arrêté du 22 juin 1923.
Un appel aux dons est en cours pour sa réhabilitation.

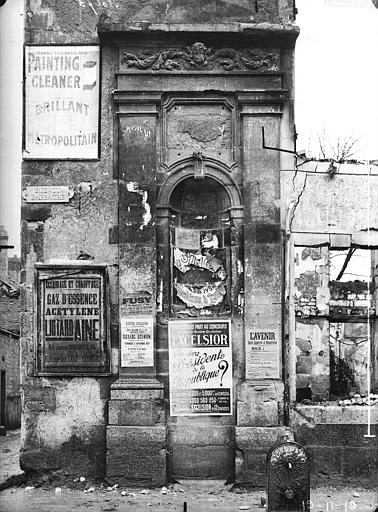
Fontaine en 1919.
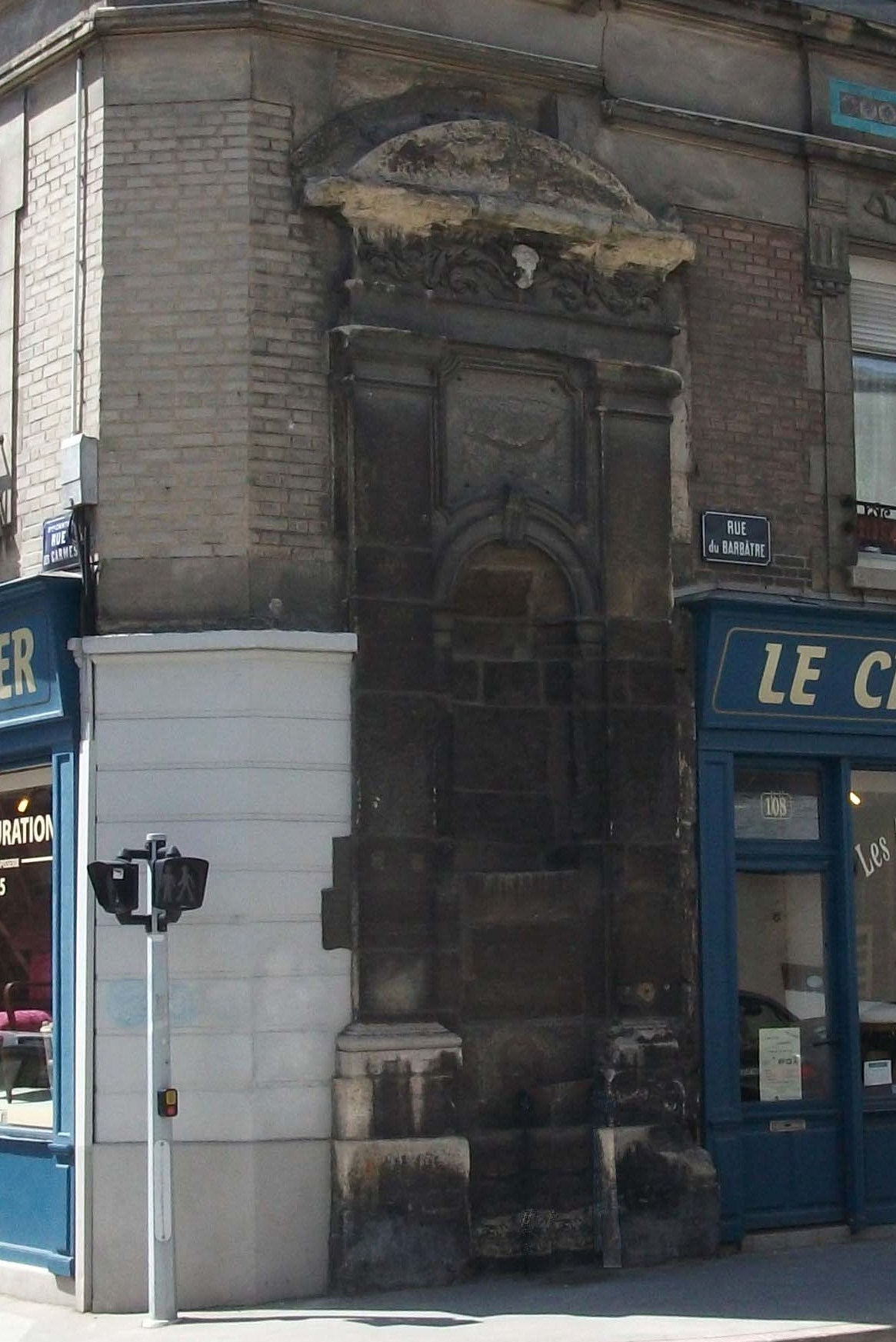
Fontaine rue du Barbâtre.

### Fontaine de la Vigne
La fontaine de la Vigne, quelquefois dite "Mousse de Champagne" a été créée en 1888 par le sculpteur René de Saint-Marceaux.
Elle est installée depuis 1985 dans la cour de l'Hôtel de ville de Reims.

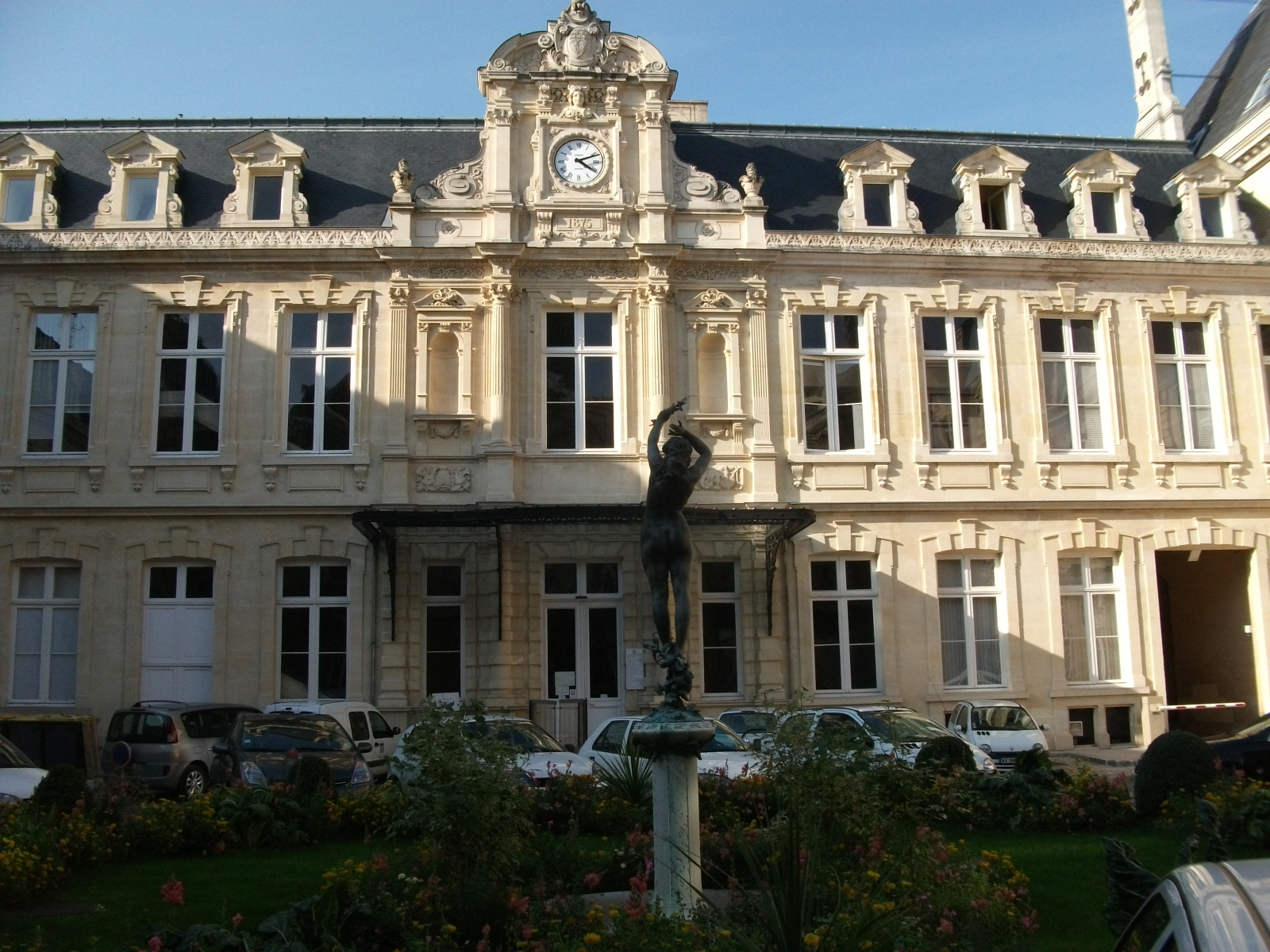
Fontaine de la Vigne.

### Fontaine Machault
La fontaine Machault, aussi connue comme fontaine de Coustou a été construite en 1753 sur la place du Marché aux Draps, aujourd’hui place du Forum à Reims.
En 1840, elle est déplacée place Saint-Nicaise, puis place Sainte-Balsamie en 1898.
Aujourd’hui, elle est visible au centre de la cour du musée Saint-Rémy. M. De Machault était contrôleur général à Reims.

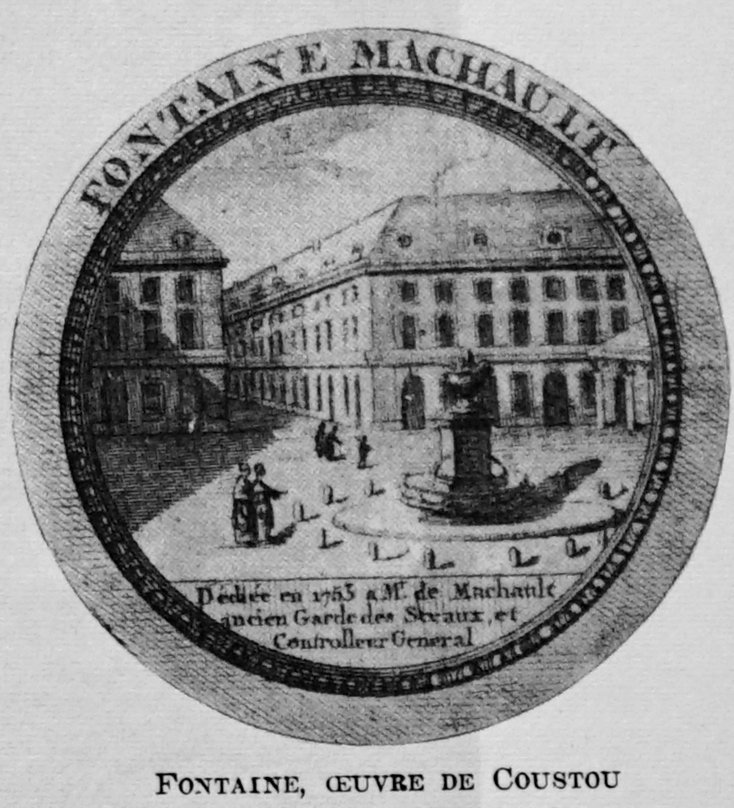
1753 sur le marché aux draps,
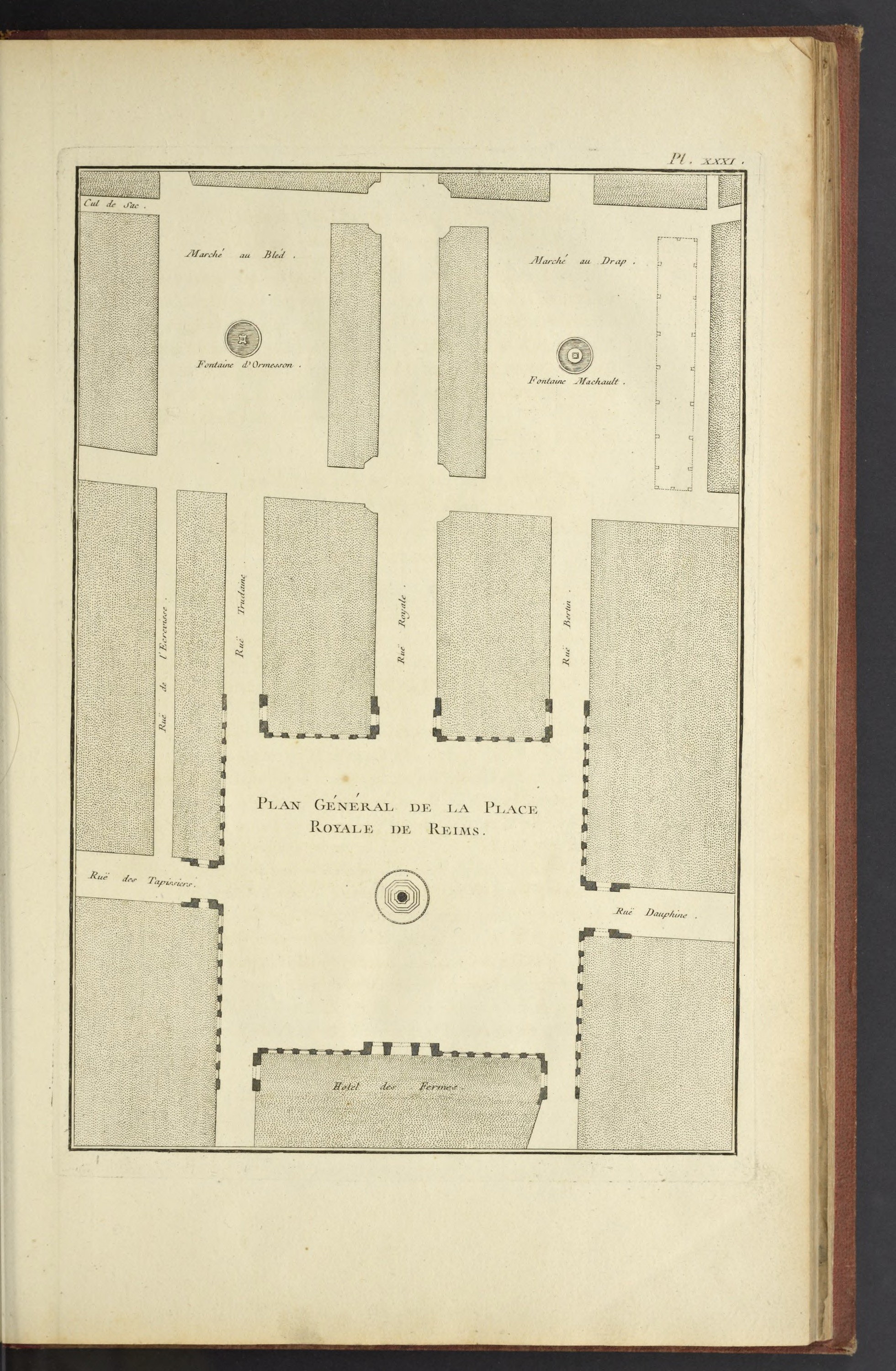
sur un plan de 1767,
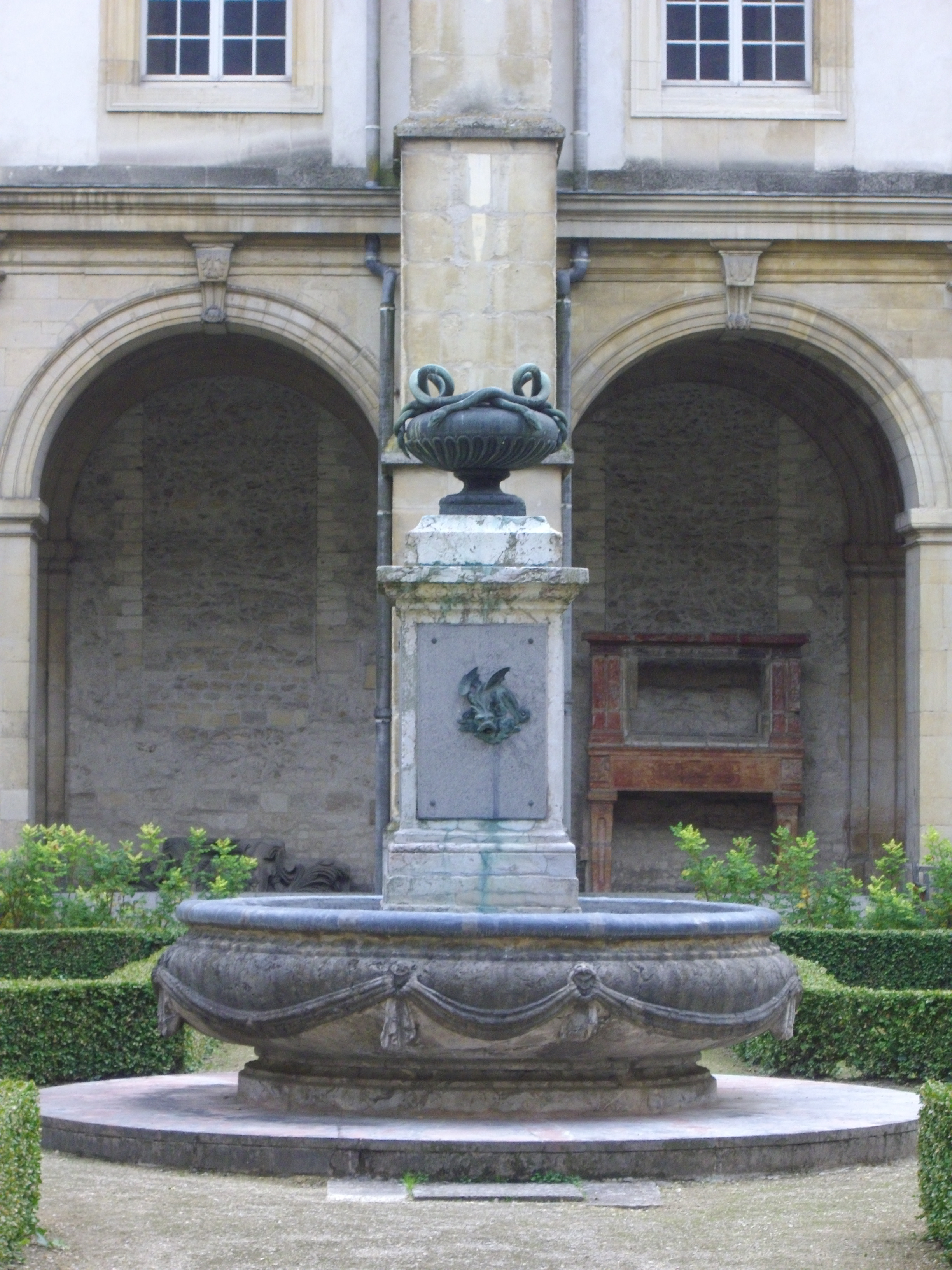
la fontaine actuelle.

## Quelques fontaines disparues

### Fontaine Godinot de la place Saint-Timothée
La première fontaine rémoise est inaugurée le 5 août 1747 place Saint-Thimothée, en présence du chanoine Jean Godinot. 17 fontaines seront construites grâce à sa générosité,.
Une plaque, visible depuis la place Saint-Timothée au no 2 rue des Créneaux, matérialise l'emplacement de l’ancienne fontaine Godinot.

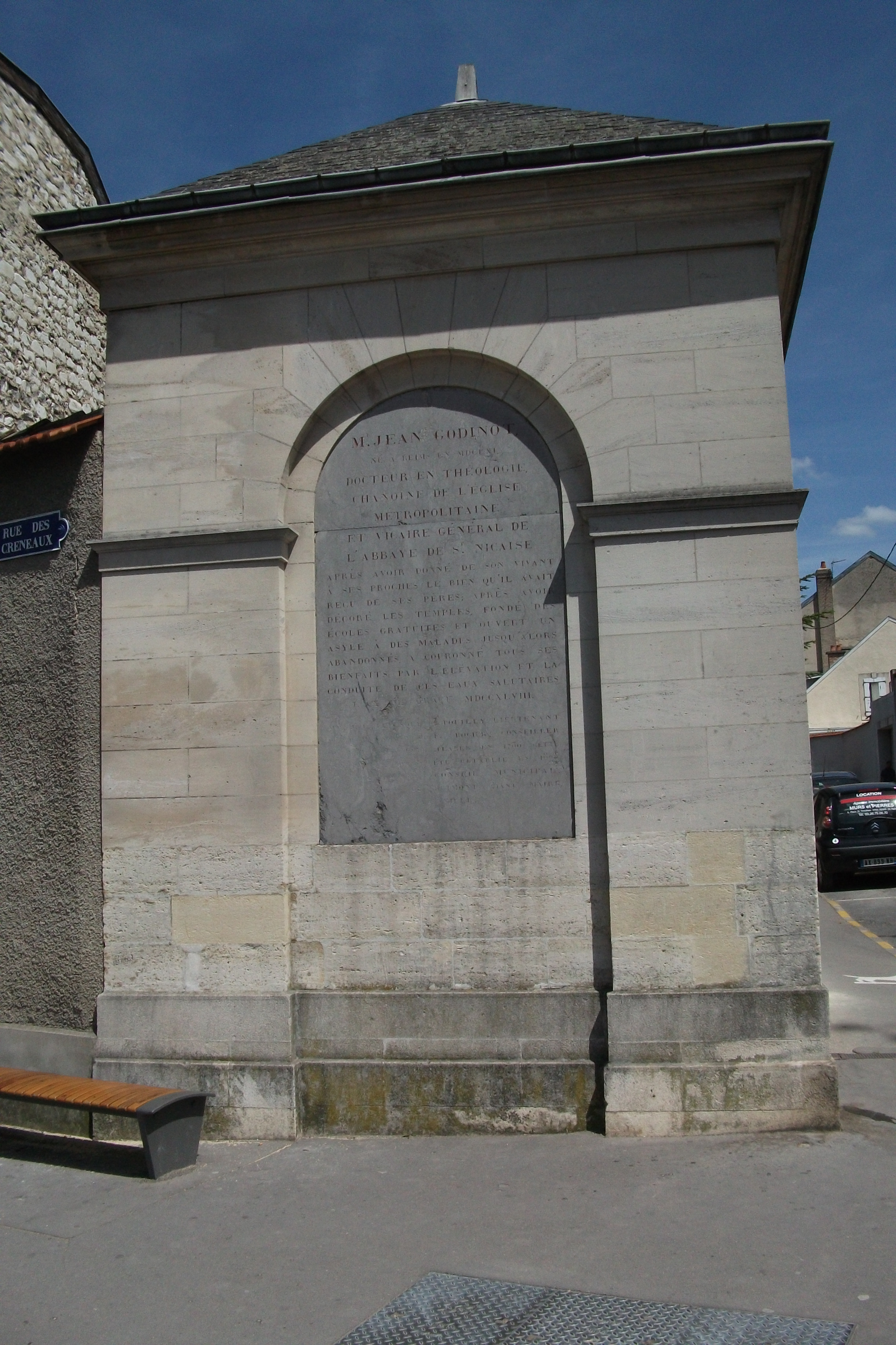
Plaque de commémoration.

### Fontaine de la place Saint-Maurice
La fontaine de la place Saint-Maurice, aujourd’hui place Museux, a été établie en ? et est démolie en 1845.

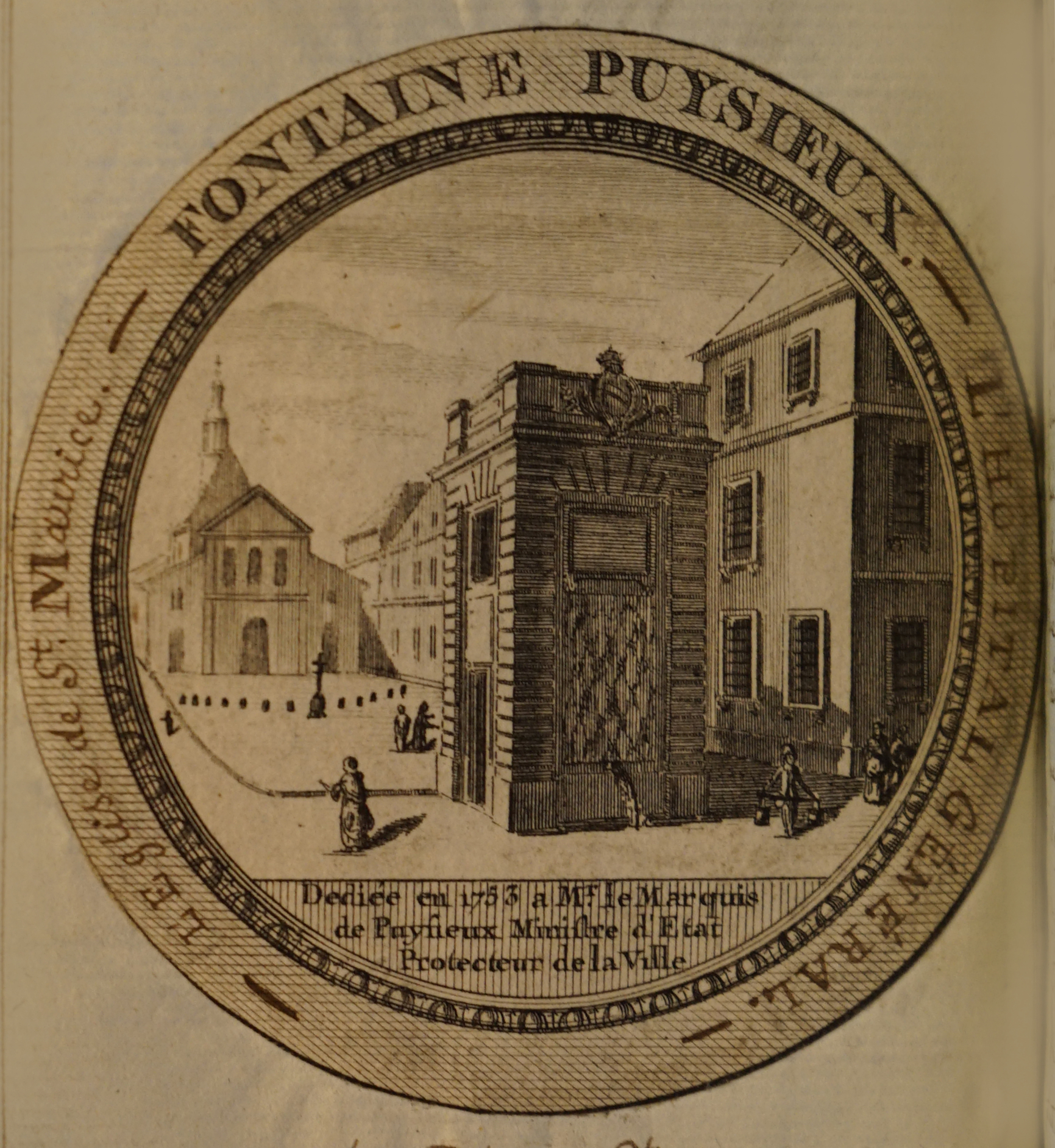
Fontaine de la place Saint Maurice.

### Fontaine de la rue des Augustins
????

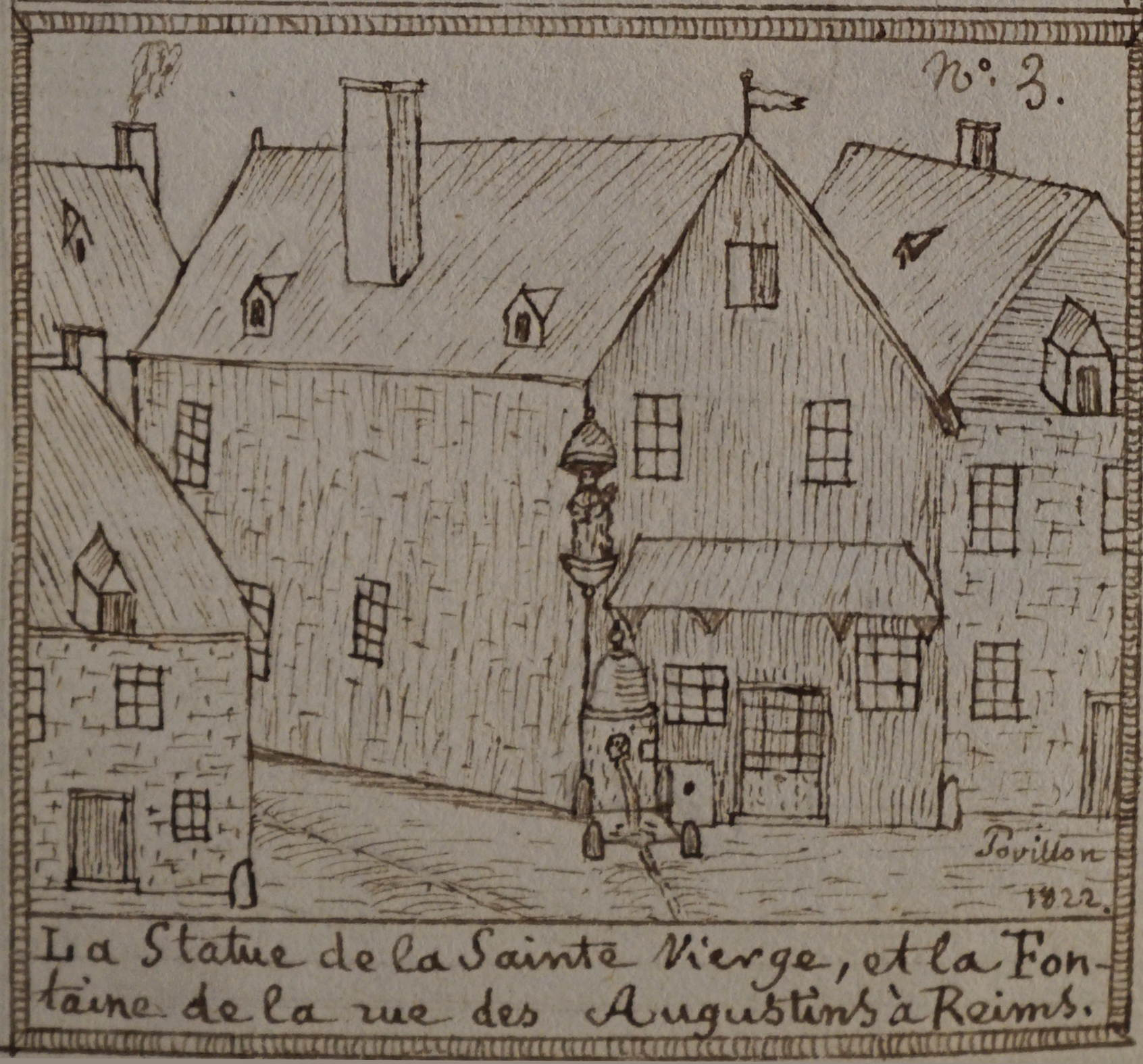
Le couvent sur un dessin de Étienne Povillon-Piérard.

### Fontaine du parvis de la cathédrale de Reims
La Fontaine du parvis de la cathédrale de Reims dite « Godinot » était installée à droite sur le parvis de la cathédrale
Elle a été démontée en 1868.

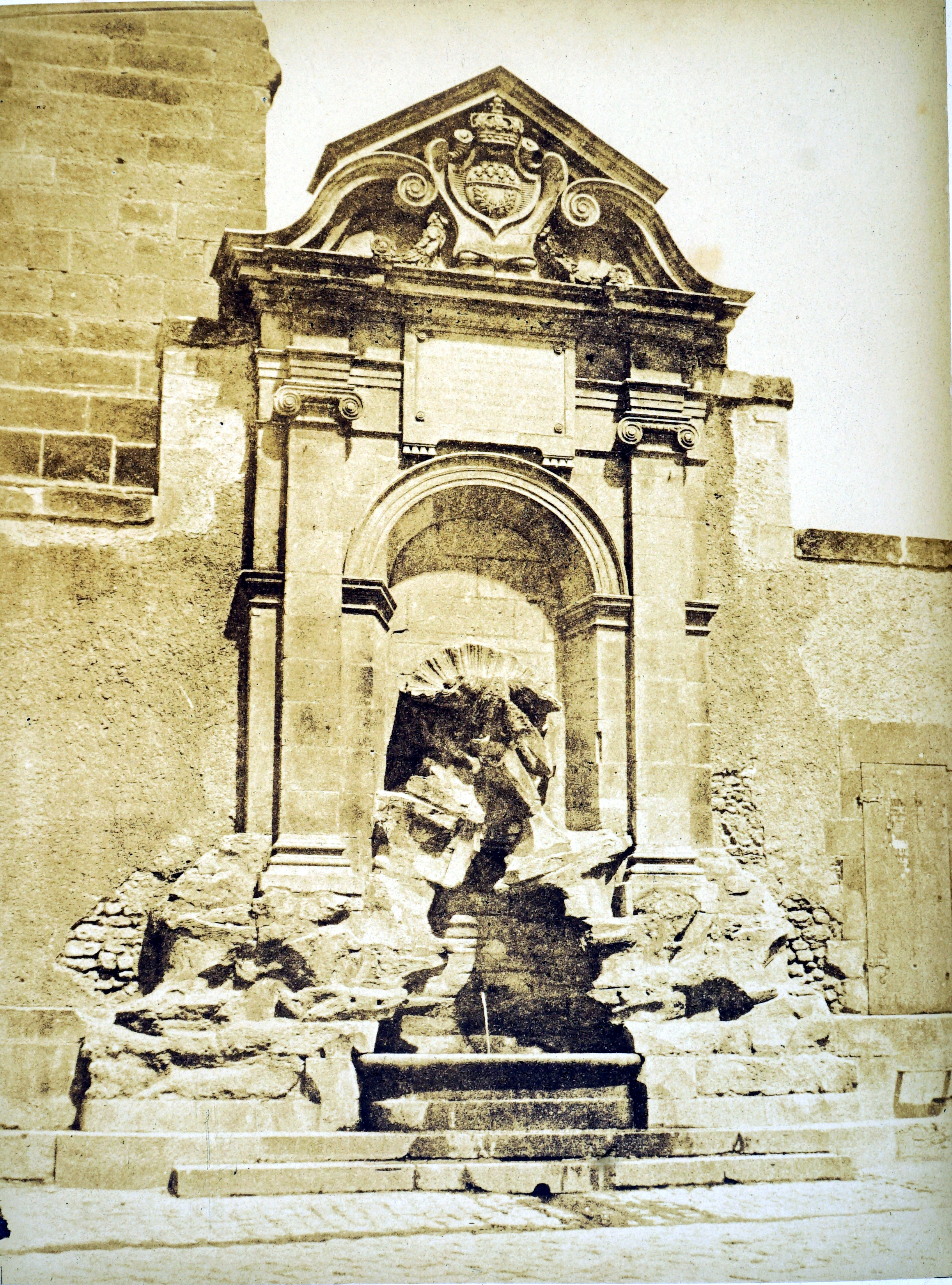
Ancienne fontaine du parvis par Adolphe Varin,
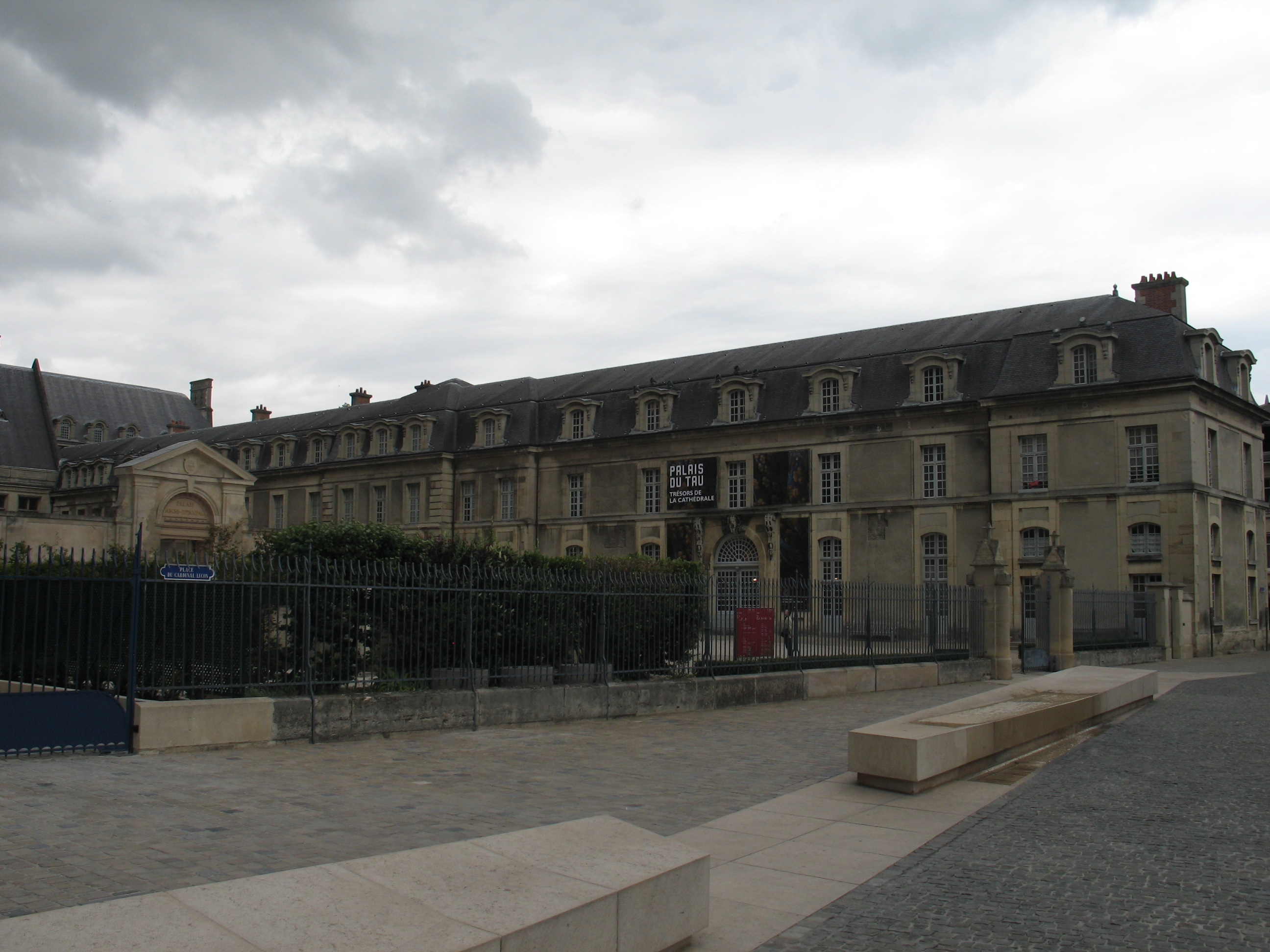
et la fontaine moderne.

### Fontaine Rogier de la rue du Puits-taira
La fontaine Rogier, du nom de Jean-François Rogier (1751-1757), lieutenant des habitants de Reims, près de l'Hôtel Dieu n’existe plus aujourd’hui. Elle a été détruite en 1841 et remplacée par une borne fontaine qui n'existe plus aujourd'hui.

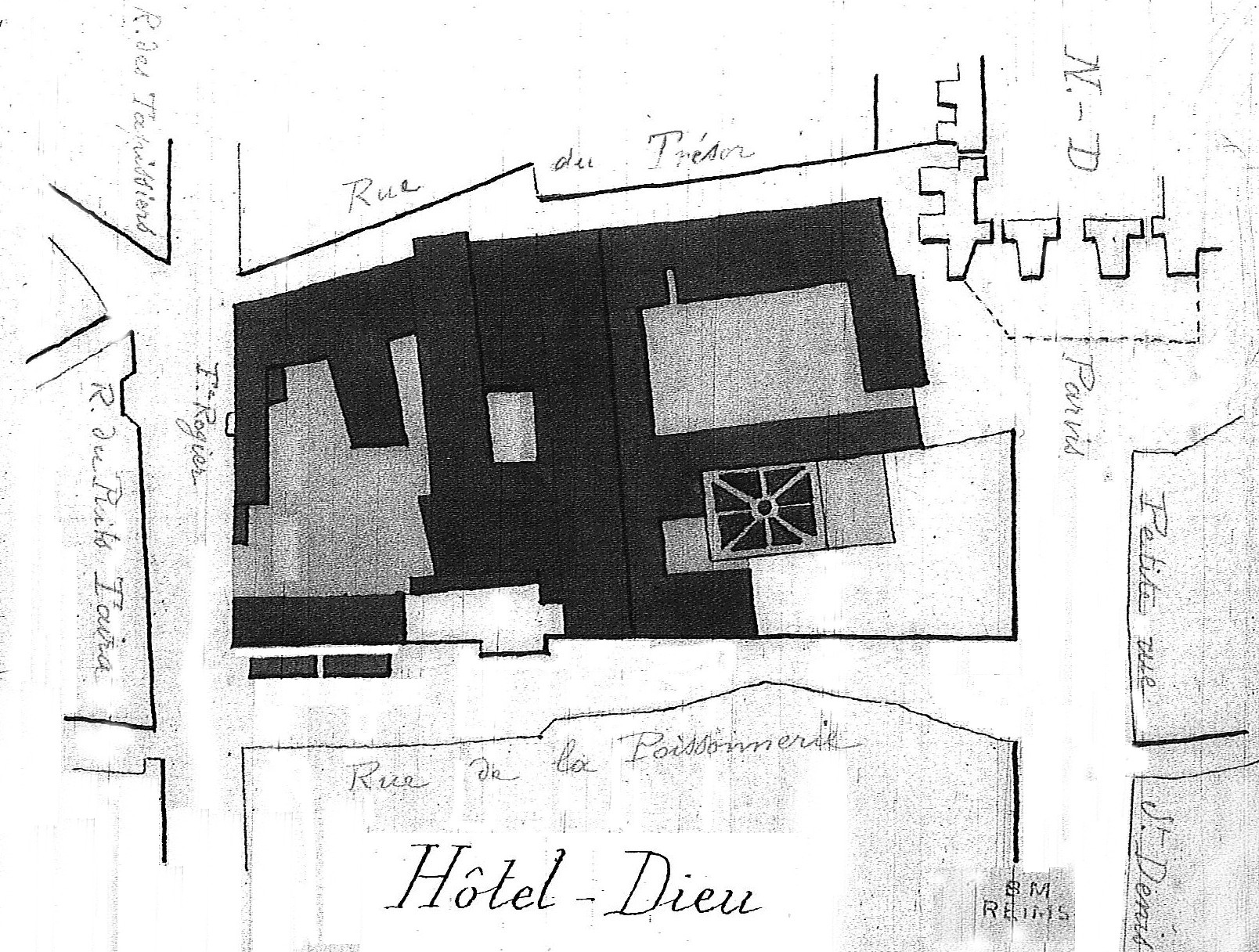
Emplacement de la fontaine Rogier.
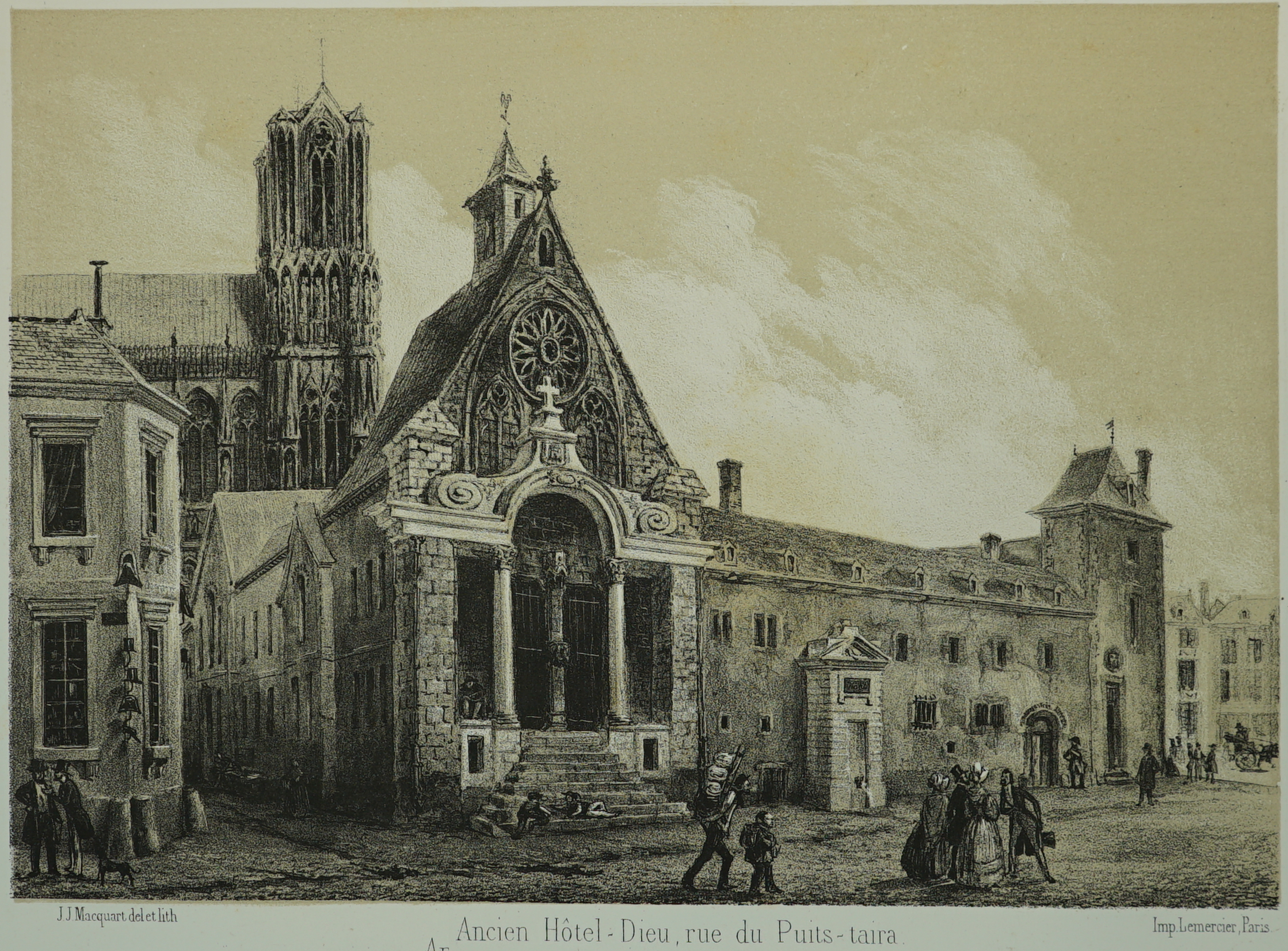
Ancien hôtel Dieu avec la fontaine Rogier.

### Fontaine d’Ormessonplace du marché
La fontaine d’Ormesson a été élevée en l'honneur de l'Intendant des Finances, M. d'Ormesson.
Elle a été détruite en ??.
Une nouvelle fontaine a été édifiée en ??.

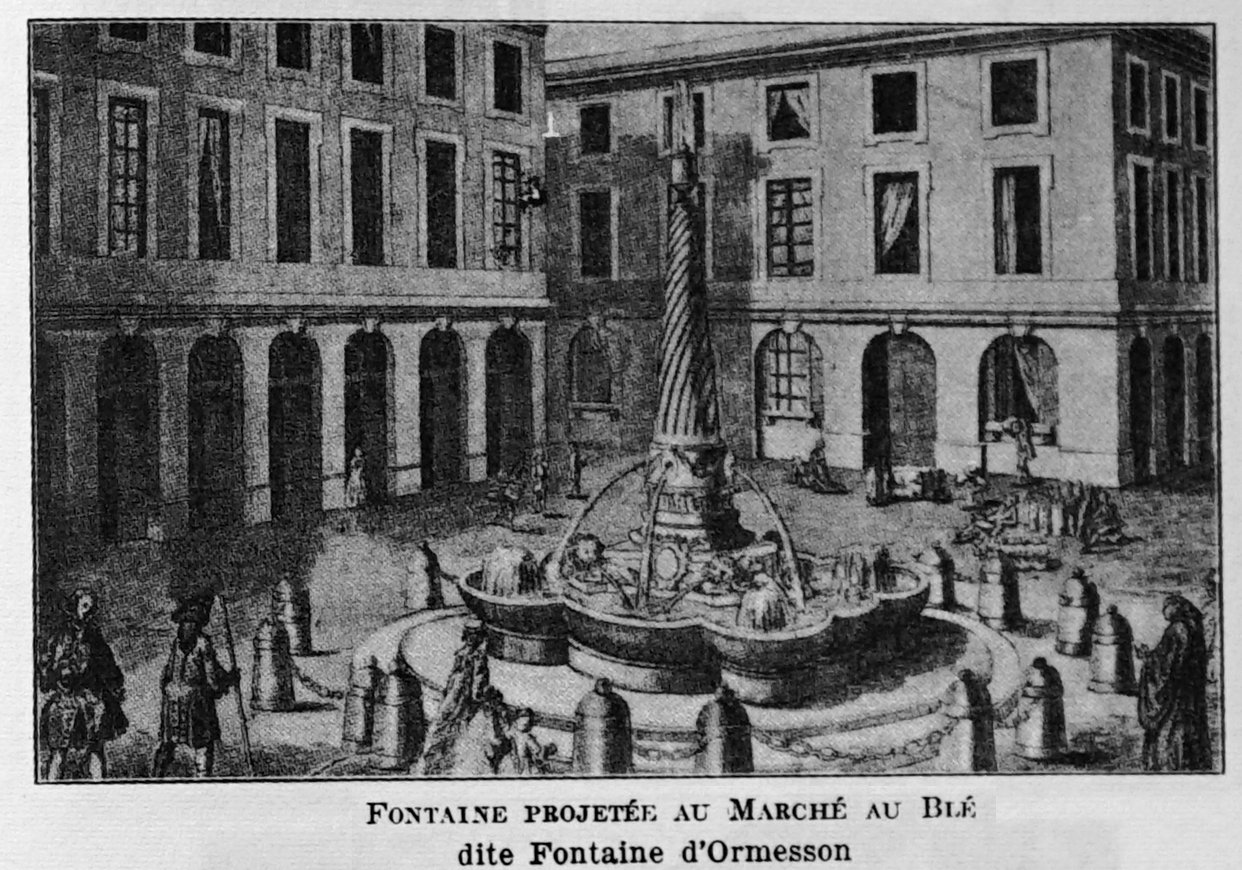
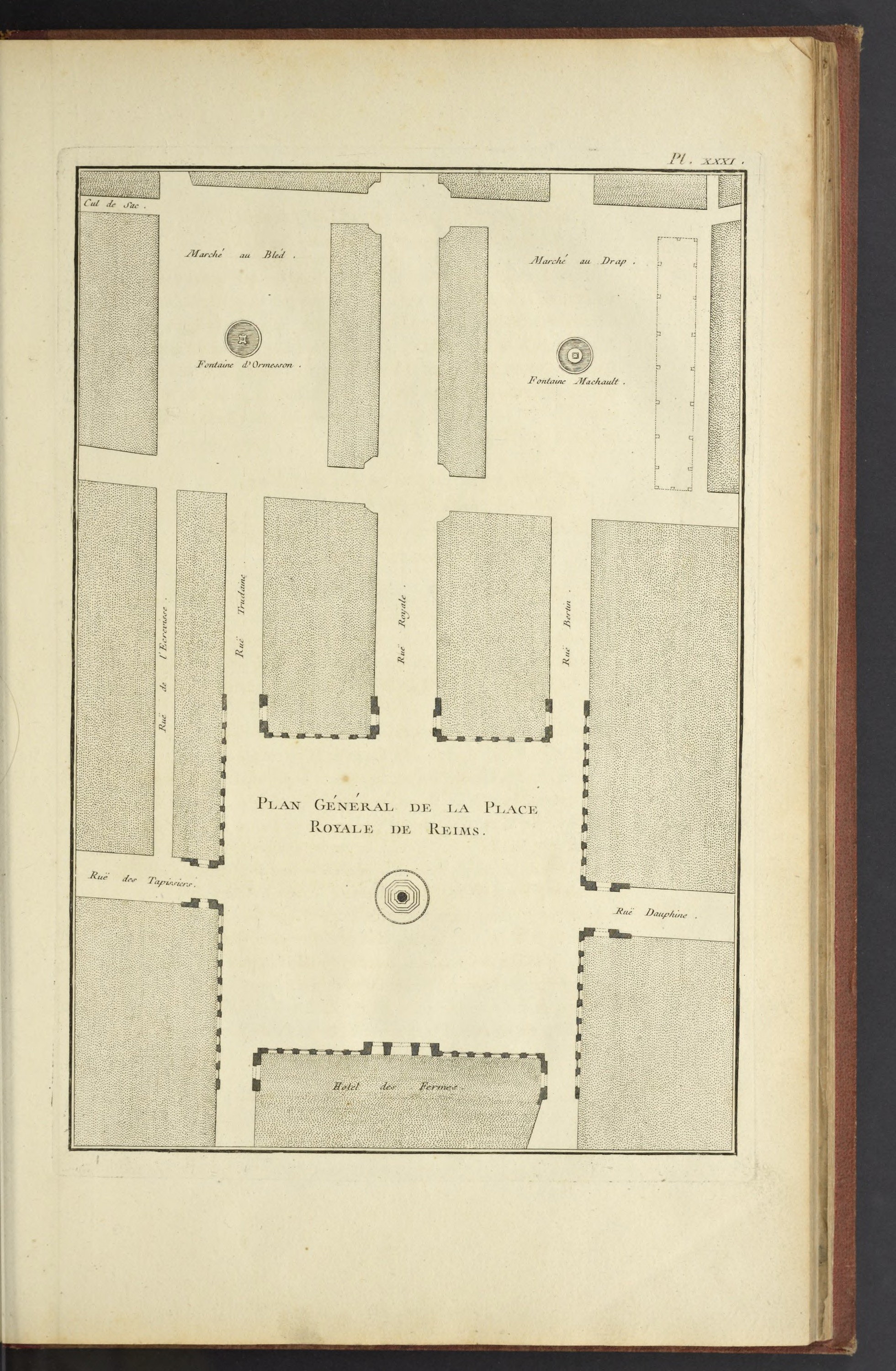
sur un plan de 1767.

### Fontaine Bartholdi sur la place de la République
La fontaine Bartholdi, du nom du célèbre sculpteur Auguste Bartholdi, était située sur la place de la République à Reims (Marne). C'était une copie de la fontaine conçue par Auguste Bartholdi pour l'exposition universelle de 1876 à Philadelphie. Celle-ci est maintenant située dans le jardin botanique des États-Unis, près du Capitole des États-Unis à Washington.
Celle de Reims a été inaugurée en 1885 et fut détruite pendant la Première Guerre mondiale sans jamais être reconstruite.

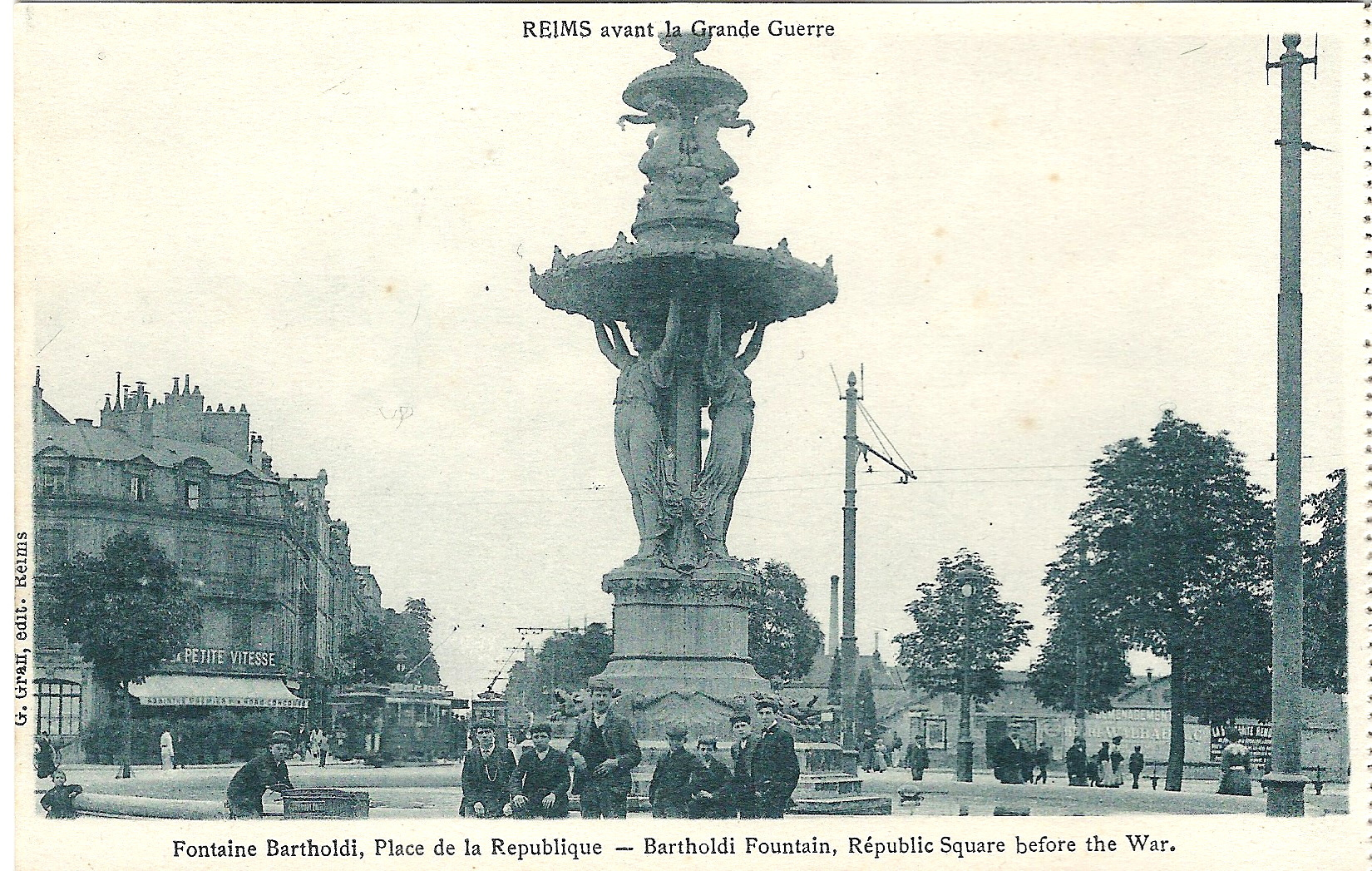
Fontaine Bartholdi à Reims.
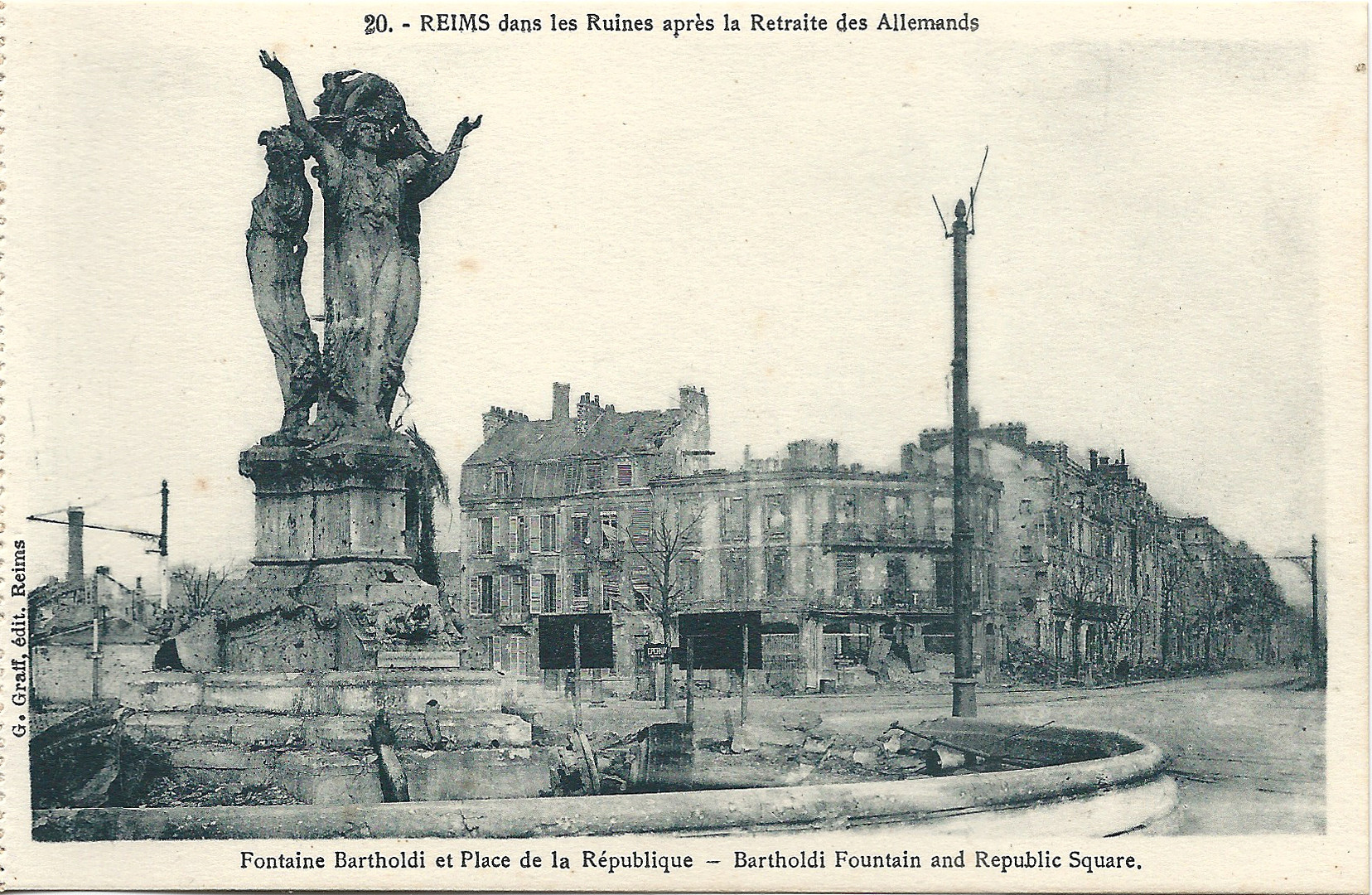
Fontaine Bartholdi en ruine à Reims.

### Fontaine Sutaine près de la cathédrale
Elle doit son nom à Jean François Élisabeth Sutaine, Commissaire des guerres, né à Reims le 11 mars 1761 et décédé le 4 avril 1840 à Saint-Germainmont, à l'âge de 79 ans.